# Neoperla agusani
Neoperla agusani är en bäcksländeart som beskrevs av Ignac Sivec 1984. Neoperla agusani ingår i släktet Neoperla och familjen jättebäcksländor. Inga underarter finns listade i Catalogue of Life.